# Luc-Hyacinthe Masson
Pour les personnes ayant le même patronyme, voir Masson.
Luc-Hyacinthe Masson (16 août 1811 à Saint-Benoît - 18 octobre 1880 à Coteau-Landing) était un médecin, homme d'affaires et politicien québécois. Il représenta le district électoral de Soulanges aux élections canadiennes de 1867 en tant que membre du Parti conservateur du Canada.

## Biographie
Il fit des études au Petit Séminaire de Montréal en plus d'étudier avec le médecin Robert Nelson. Il aida à combattre l'épidémie de choléra de 1832 et acquit le titre de docteur l'année suivante.
Il pratiqua son métier à Saint-Clément-de-Beauharnois, puis à Saint-Benoit. Masson prit part à la rébellion des Patriotes de 1837 et fut conséquemment exilé aux Bermudes avec Wolfred Nelson, Bonaventure Viger, Robert-Shore-Milnes Bouchette, Henri-Alphonse Gauvin, Rodolphe Desrivières, Siméon Marchessault et Toussaint-Hubert Goddu en 1838. Il retourna dans l'État de New York la même année, puis dans le Canada-Est en 1842. Il ouvrit un petit commerce avec son frère à Saint-Anicet ; en 1844, il fut nommé collecteur de douanes à Dundee.
En 1852, il a participé à la fondation de la Compagnie d'assurance mutuelle contre le feu du comté de Beauharnois. Avec Louis Hainault (1815-1880), notaire de Beauharnois ayant aussi participé à la Rébellion des Patriotes, il est l'un des deux seuls Canadiens français à siéger au sein du premier conseil d'administration de cette mutuelle.
Il est maire de Coteau-Landing et représenta Soulanges à l'Assemblée législative de la Province du Canada de 1854 à 1857. Après son retrait de la politique en 1872, il devient registraire pour le comté de Soulanges.
Il est mort à Coteau-Landing en 1880 à l'âge de 69 ans.